# Egilberto di Bamberga
Egilberto di Bamberga (17 maggio 1065 – Bamberga, 29 maggio 1146) è stato un vescovo cattolico tedesco, Patriarca di Aquileia dal 1129 al 1130.

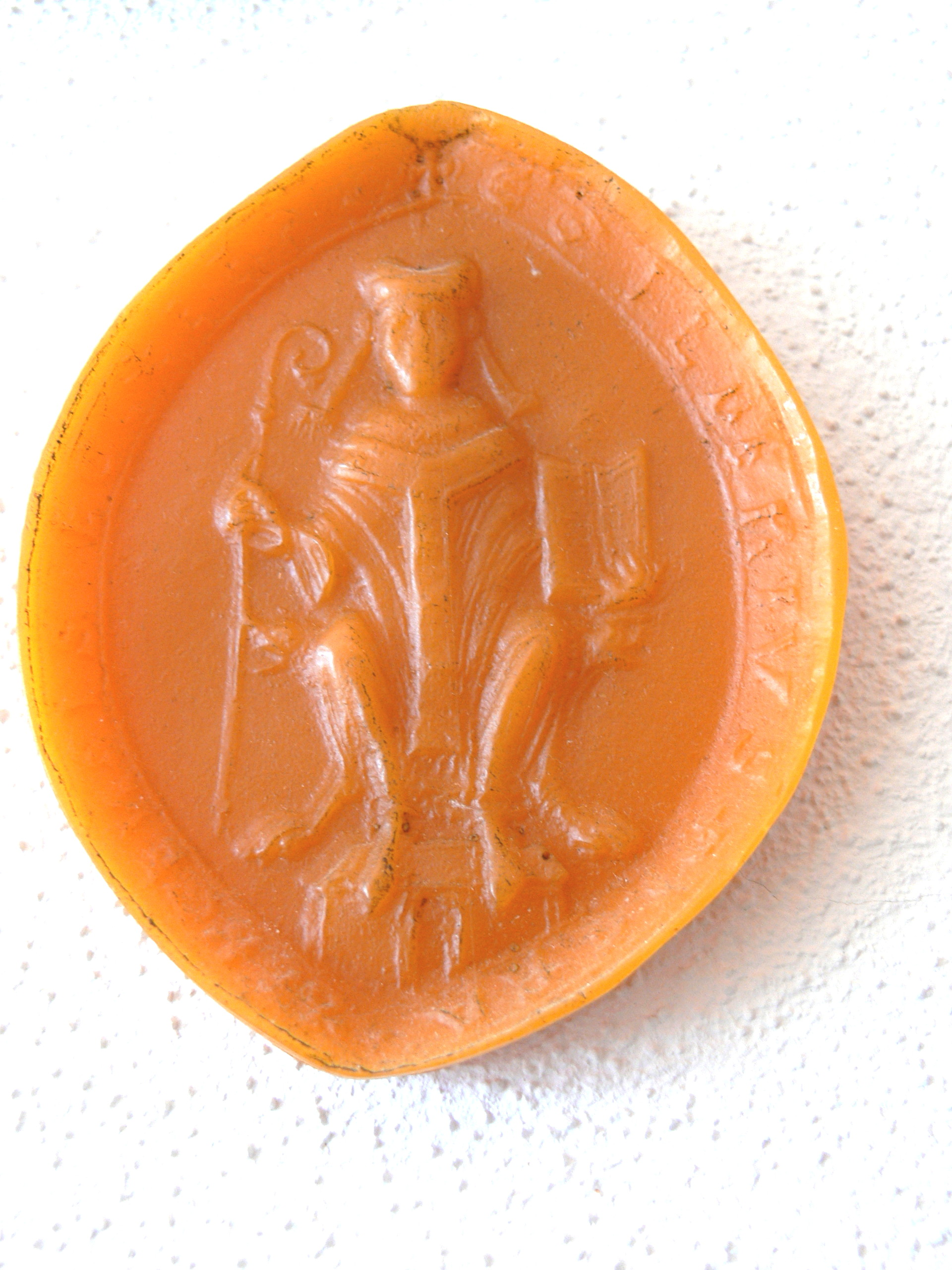
Bischofssiegel von 1145

Decano del capitolo della cattedrale di Bamberga dal 1120, nel 1129 Egilberto venne nominato patriarca di Aquileia, carica che non poteva detenere in quanto già vescovo di un altro vescovado, egli fece perciò ritorno a Bamberga. In seguito ricevette il titolo di preposto di San Gangolfo e, dopo la morte del vescovo Ottone, il capitolo della cattedrale lo scelse, nel luglio del 1139 come nuovo vescovo di Bamberga. Ricevette l'ordinazione episcopale a Roma nell'ottobre del 1139 da papa Innocenzo II che inoltre gli diede il pallio. Egilberto morì il 29 maggio 1146.

## Genealogia episcopale
La genealogia episcopale è:
- Cardinale Vitale Giovanni, O.S.B. Cam.
- Papa Innocenzo II
- Patriarca Egilberto di Bamberga